# 荒川政司
荒川 政司（あらかわ まさし、1911年4月11日 - 1995年2月7日）は、日本の経営者。日野自動車社長を務めた。東京都出身。

## 経歴
1936年に東京帝国大学経済学部を卒業し、同年に東京瓦斯電気工業に入社。1951年7月に日野自動車取締役に就任し、常務を経て、1969年11月に専務に就任し、1974年5月に社長に昇格。1983年6月に会長を経て、1985年6月から相談役を務めた。
1975年4月に藍綬褒章を受章し、1985年11月に勲二等瑞宝章を受章した。
1995年2月7日急性肺炎のために死去。83歳没。